# Claude Montefiore
Claude Joseph Goldsmid Montefiore, född 6 juni 1858 i London, England, död 9 juli 1938, var en brittisk-judisk teolog och rabbin. Han var brorsons son till Moses Montefiore.
Montefiore ägnade sig efter studier i Oxford och Berlin åt vetenskapliga forskningar och filantropi, och var en av den judiska reformrörelsens ledare. Från 1904 var han ordförande i reformförsamlingen i London, och var en framstående predikant och produktiv författare. Bland hans skrifter märks Aspects of Judaism (1894), Bible for home reading (2 band, 1896-99), Outlines of liberal judaism (1912) samt Liberal judaism and hellenism (1918). Han grundade 1890 Jewish quarterly review.